# ブレインコーポレーション
ブレインコーポレーション（英: Brain Corporation）は、アメリカ合衆国カリフォルニア州サンディエゴに本社を置く、民生機器を自立駆動させるクラウドベースのAIプラットフォームを設計開発する企業である。
元々はクアルコムや国防高等研究計画局の出資を受け脳神経回路に着想を得た新型コンピュータの基礎研究を行う会社として
神経科学研究所の研究員ユージン・イジケヴィッチにより設立された。

## 概要
市販のハードウェアとロボット用センサーを連携させるBrainOSを提供している。これを用いることによりロボットなどの機器が障害物のある複雑な環境の中を自己の力のみで走行でき配達、医療、セキュリティ、サービス産業に役立てるとされる。また、International Cleaning Equipment (ICE Companies)、テナントカンパニー, NSS Enterprises、MinutemanといったメーカーとOEM契約を行っており、自動運転技術EMMA（Enabling Mobile Machine Automation)を搭載した自動運転商業用床洗浄機を開発販売している。

## RS26 Powered by BrainOS
ICE社の商業用床洗浄機RS26に独自のEMMA技術を搭載することで自律走行を実現している。利用するには本体価格248万円に加えてクラウドソフトウェア使用料月額59,800円の60ヶ月契約で約600万円必要となる。LiDARと3Dカメラにより自動的に障害物を回避して清掃活動が行えるとされている。
2017年11月にはウォルマート、コストコ、ロウズおよび米国の複数の空港でフロア清掃用に導入された。
日本国内では ソフトバンクロボティクスと提携し、2018年5月よりアリオ亀有、ゆめタウン廿日市、大阪駅、阪急西宮ガーデンズの4施設で試験的に導入されている。
ウォルマートが2019年1月末までに360台導入する予定。

## Whiz
ソフトバンクロボティクスが企画、デザインしてICE社で製造しブレインコーポレーション社のソフトウェアを搭載した床洗浄機。詳細についてはWhiz (ロボット)を参照のこと。

## 沿革
- 2009年3月 - Eugene IzhikevichとAllen Gruberにより設立
- 2009年7月31日 - シリーズAラウンドでQualcomm Venturesより100万ドル調達
- 2012年9月14日 - シリーズBラウンドでQualcomm Venturesより1,000万ドル調達
- 2015年9月23日 - 「BrainOS」を発売[8]
- 2016年9月6日 - NSS Enterprisesと提携[9]
- 2016年10月20日 - Minutemanと提携[10]
- 2016年11月17日 - ISSA/INTERCLEAN2016で発表したEMMAがイノベーション・オブ・ザ・イヤー・アワードを受賞[11]
- 2017年7月19日 - シリーズCラウンドでQualcomm Ventures、ソフトバンク・ビジョン・ファンドより1億1,400万ドル調達[12]
- 2017年8月23日 - ICEと提携[13]
- 2017年11月20日 - ソフトバンクロボティクスと提携。同社が業務用清掃ロボット事業に参入しRS26 Powered by BrainOSの2018年日本国内発売を発表[14]
- 2018年4月5日 - Tennant Companyと提携[15]
- 2018年4月27日 - ソフトバンクロボティクスが大阪駅などに自動運転技術活用の床洗浄ロボットを納入[16]
- 2018年6月28日 - デリバリーロボット「Relay」を製造するSavioke、Inc.のシリーズBラウンド1,340万ドルの出資に参加[17]
- 2018年8月1日 - ソフトバンクロボティクスがRS26 Powered by BrainOSをレンタルする業務用掃除ロボットサービス「AI 清掃 PRO」開始[18]
- 2018年11月19日 - ソフトバンクロボティクスが床清掃ロボット「Whiz（ウィズ）」を発表。2019年3月以降提供開始予定[19]